# Escharina waiparaensis
Escharina waiparaensis är en mossdjursart som beskrevs av Brown 1952. Escharina waiparaensis ingår i släktet Escharina och familjen Escharinidae. Inga underarter finns listade i Catalogue of Life.